# Gęśnica biaława

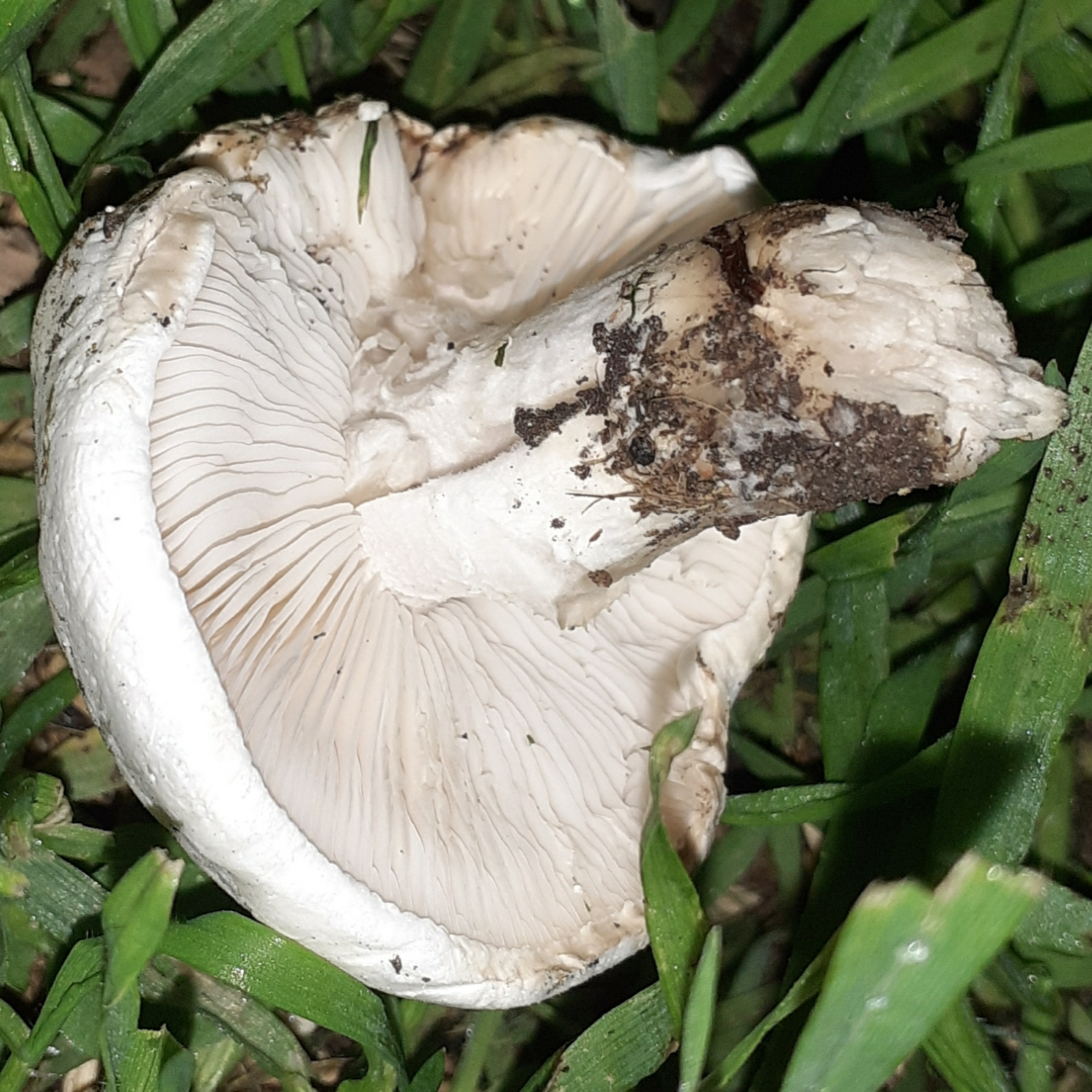

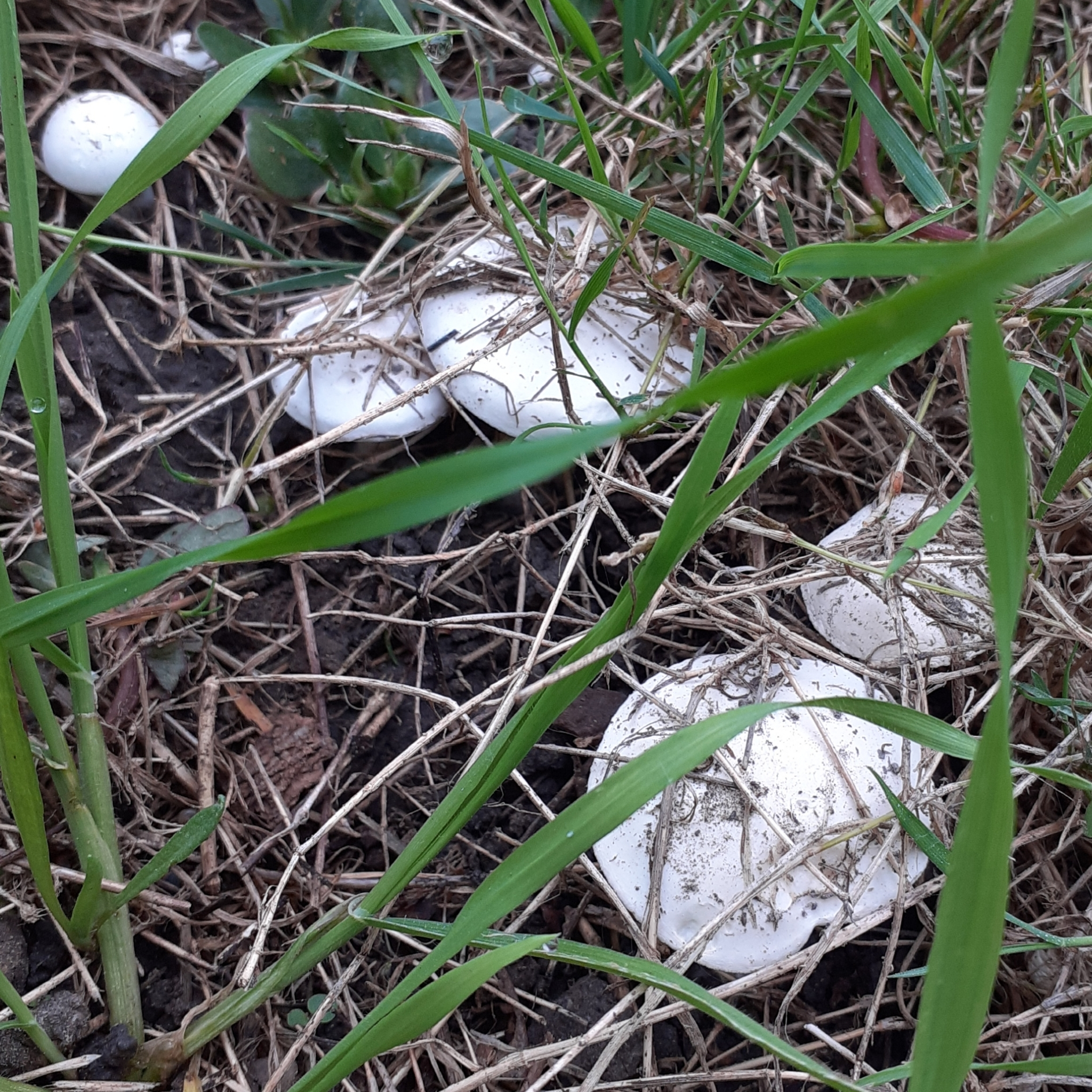

Gęśnica biaława (Tricholomella constricta (Fr.) Zerova ex Kalamees) – gatunek grzybów należący do rodziny kępkowcowatych (Lyophyllaceae).

## Morfologia
Kapelusz
O średnicy 2–10 cm, początkowo nieco wypukły, potem płaski. Powierzchnia biała lub w kolorze kości słoniowej, czasami żółtawa do szarawej, w stanie wilgotnym nieco lepka i charakterystycznie mocno poplamiona resztkami podłoża, z którego wyrasta owocnik.
Blaszki
Początkowo białawe, później brudnokremowe, grube.
Trzon
Zwykle cylindryczny lub spłaszczony, czasami podstawa jest dość głęboko w podłożu zakorzeniona. Powierzchnia biaława, często zabrudzona gliną, miejscami włóknista, łuszcząca się, czasem z mniej lub bardziej wyraźnym owłosieniem przypominającym bawełnę.
Miąższ
Biały, o wyraźnym zapachu świeżej mąki, smak mączny.
Wysyp zarodników
Biały.
Zarodniki owalne, brodawkowate, o wymiarach 7–9,5 × 4–6 µm

## Systematyka i nazewnictwo
Pozycja w klasyfikacji według Index Fungorum: Tricholomella, Lyophyllaceae, Agaricales, Agaricomycetidae, Agaricomycetes, Agaricomycotina, Basidiomycota, Fungi.
Po raz pierwszy opisał go w 1821 r. Elias Fries, nadając mu nazwę Agaricus constrictus. Obecną, uznaną przez Index Fungorum nazwę nadali mu Mariya Ya. Zerova i Kuolo Kalamees w 1992 r. Należy do monotypowego rodzaju Tricholomella.
Ma 25 synonimów. Niektóre z nich:
- Calocybe constricta (Fr.) Kühner ex Singer 1962
- Calocybe leucocephala (Bull.) Singer 1962
- Echinosporella constricta (Fr.) Contu 1992
- Lyophyllum constrictum (Fr.) Singer 1943
- Melanoleuca constricta (Fr.) Métrod 1949[3]

Polską nazwę zarekomendował Władysław Wojewoda w 2003 roku (dla synonimu Calocybe constricta). Jest niespójna z aktualną nazwą naukową.

## Występowanie i siedlisko
Znane jest występowanie gęśnicy białawej w Europie, Ameryce i Azji. Najwięcej stanowisk podano w Europie. W Polsce W. Wojewoda w 2003 r. przytoczył 4 stanowiska.
Naziemny grzyb saprotroficzny. W Polsce podano jego stanowisko na pastwiskach. Występuje głównie poza lasami, zazwyczaj na nasiąkniętych mocznikiem, silnie nawożonych lub w inny sposób zasobnych w składniki odżywcze glebach, zwłaszcza na pastwiskach, w parkach, ogrodach czy na cmentarzyskach. Owocniki pojawiają się od lipca do grudnia, dość rzadko.

## Znaczenie
Grzyb jadalny. Przez jednych autorów uważany jest za jadalny, przez innych ze względu na specyficzny zapach za niejadalny, często spotykany jest także w środowiskach, które słusznie zniechęcają do jego zbierania. Zdecydowanie nie zaleca się do używania w celach spożywczych.